# 21 вересня
21 вересня — 264-й день року (265-й у високосні роки) в григоріанському календарі. До кінця року залишається 101 день.

## Свята і пам'ятні дні
- Рівнодення

### Міжнародні
- ООН, Міжнародний день миру
- Міжнародний день розповсюдження інформації про хворобу Альцгеймера.

### Національні
- Україна — День миру (Відзначається в Україні щорічно згідно з Указом Президента України № 100/2002 від 5 лютого 2002 р.)
- Вірменія — День Незалежності (1991).
- Беліз — День Незалежності (1981).
- Мальта — День Незалежності (1960).
- Бразилія — День посадки дерев.
- Гана — День засновника (День народження першого президента Кваме Нкрума).

### Релігійні

#### Західне християнство
- Пам'ять апостола Матея;
- Пам'ять блаженної Катерини Аліпранді[it];
- Пам'ять святого Лоран-Марі-Жозефа Імберта[en] (один з корейських мучеників[en]);
- Пам'ять святої Єфігенії Етіопської[en].

#### Східне християнство[1]
- Віддання свята[en] Воздвиження животворчого Хреста Господнього;
- Пам'ять апостола від 70-х Кодрата Атенського;
- Знайдення мощей святителя Димитрія Ростовського;
- Пам'ять священномученика Іпатія та пресвітера Андрія;
- Пам'ять святителів Ісакія і Мелетія Кіпрських;
- Пам'ять мучеників Євсевія і Приска.

## Іменини
✝  Католицькі: Євсевій, Єфігенія, Жозеф, Ісакій, Іфігенія, Ланделін (Ландолін), Левій, Лоран, Катерина, Марі, Марк (Марко), Матей, Мелетій, Олександр, Памфіл, Франциск (Франсуа).
✙ Православні: Андрій, Димитрій (Дмитро), Євсевій, Іпатій, Кодрат, Мелетій, Приско.

## Події
- 1922 — американський президент Воррен Гардінг підтримав ідею створення єврейської держави в Палестині.
- 1933 — у Лейпцизі почався судовий процес над комуністами за обвинуваченням у підпалі рейхстагу.
- 1940 — у Лондоні прийняте рішення використовувати метро як бомбосховище.
- 1940 — відкритий Львівський театр опери і балету.
- 1962 — вперше після від'їзду з Росії у 1914 році, після 48 років відсутності, в СРСР з двома концертами прибув Ігор Стравінський.
- 1991 — на референдумі 99 % виборців проголосували за незалежність Вірменії.
- 1998 — по американському телебаченню показано запис допиту президента США Білла Клінтона в справі Моніки Левінскі.
- 2000 — американська співачка Барбра Стрейзанд оголосила про те, що вона залишає сцену.
- 2019 — старт українського фестивалю «Comic Con Ukraine 2019» у Києві.
- 2022 — Президент Росії Володимир Путін після невдалої спроби захопити Україну оголосив мобілізацію

## Народились
Дивись також Категорія:Народились 21 вересня
- 1452 — Джироламо Савонарола, флорентійський поет, монах-домініканець; у 1494 році проголосив Христа королем Флоренції.
- 1784 — Карл Томас Моцарт, австрійський піаніст, син композитора Вольфганга Амадея Моцарта і його дружини Констанції, старший брат львівського піаніста, диригента і композитора Франца Ксавера Вольфганга Моцарта.
- 1853 — Гейке Камерлінг-Оннес, нідерландський фізик і хімік, лауреат Нобелівської премії з фізики 1913 року.
- 1866 — Шарль Ніколь, французький мікробіолог, встановив причини виникнення висипного тифу, лауреат Нобелівської премії 1928 року
- 1866 — Герберт Веллс, англійський письменник («Війна світів», «Машина часу», «Невидимець», «Росія в імлі»).
- 1885 — Томас де Гартман, український композитор, піаніст.
- 1934 — Леонард Коен, канадський поет, співак і автор пісень; офіцер та компаньйон Ордена Канади.
- 1938 — Едуардо Уркуло, іспанський художник і скульптор.
- 1944 — Іван Бяков, український радянський біатлоніст, дворазовий олімпійський чемпіон (пом. 2009)
- 1946 — Леонід Кисельов, український поет російського походження.
- 1947 — Стівен Кінг, американський письменник.
- 1950 — Білл Мюррей, американський актор («Труднощі перекладу», «Зламані квіти», «Кава й сигарети»)
- 1951 — Аслан Масхадов, Президент Республіки Ічкерія.
- 1954 — Абе Сіндзо, прем'єр-міністр Японії (2006—2007, 2012—2020).
- 1965 — Фредерік Беґбеде, французький письменник («99 франків», «Вікна у світ»)
- 1965 — Валентин Джима, український біатлоніст, учасник Олімпійських ігор (1994), батько Олімпійської чемпіонки (2014) Юлії Джими
- 1967 — Фейт Хілл, американська кантрі-співачка та продюсер звукозаписів.
- 1972 — Ліам (Вільям Джон Пол) Галлахер, вокаліст британського гурту «Oasis».

## Померли
Дивись також Категорія:Померли 21 вересня
- 1709 — Іван Мазепа, український військовий, політичний і державний діяч, Гетьман Війська Запорозького, очільник Гетьманщини.
- 1832 — Вальтер Скотт, шотландський письменник помер у віці 61 року.
- 1860 — Артур Шопенгауер, німецький філософ-ірраціоналіст.
- 1895 — Сільвестро Лега[en], італійський художник, один з головних представників творчого товариства Мак'яйолі.
- 1905 — Микола Бенардос, український винахідник, творець дугового електрозварювання (1882).
- 1944 — Олександр Кошиць, український диригент та композитор.
- 1955 — Володимир Савченко-Більський, український військовий діяч, генерал-хорунжий флоту УНР, контрадмірал.
- 1987 — Джако Пасторіус, джазовий бас-гітарист.